# Novela histórica

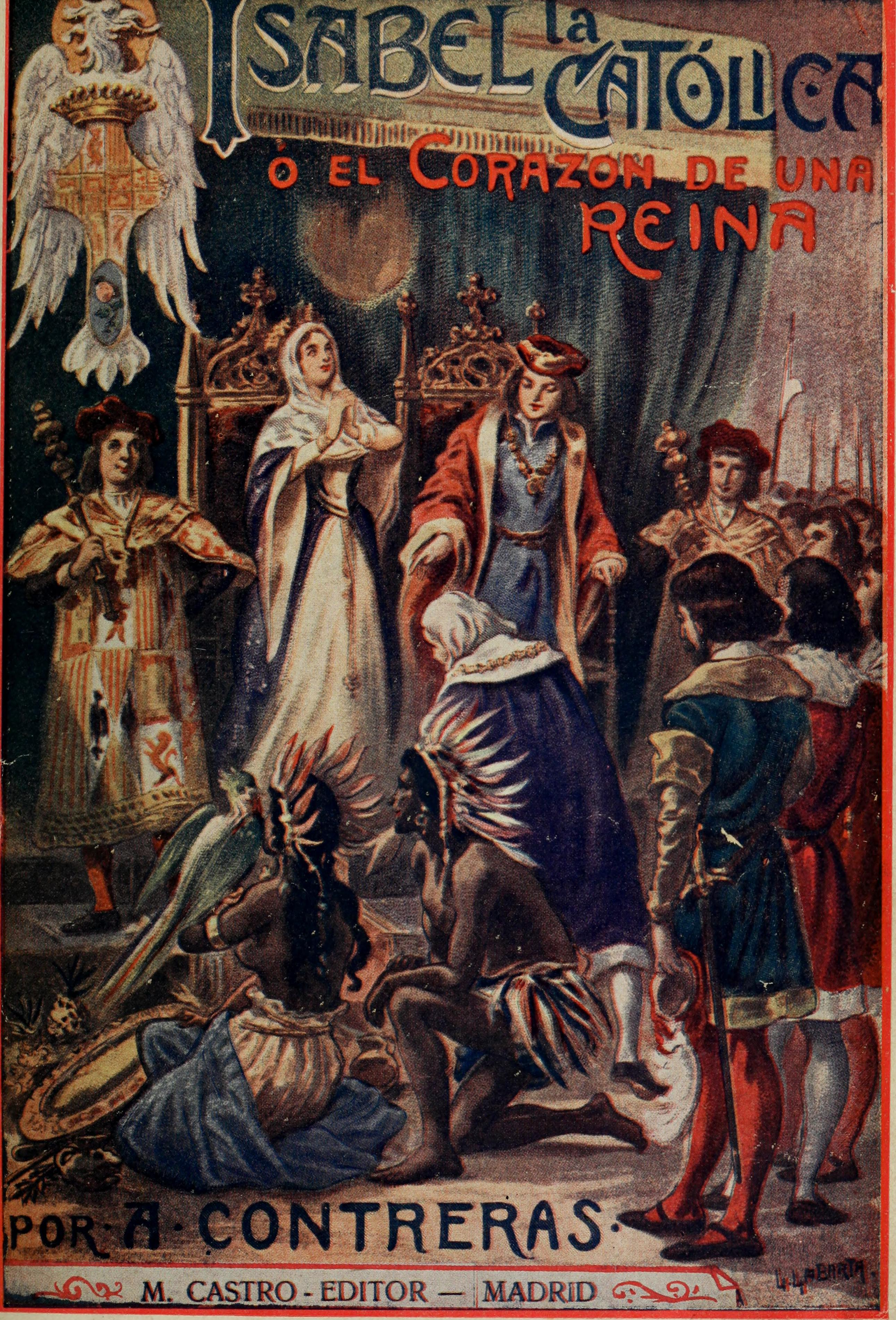
Portada de una novela histórica basada en la vida de la reina Isabel la Católica (ilustrada por Luis Labarta, 1900)

La novela histórica es un subgénero narrativo que se configuró en el Romanticismo del siglo XIX y que ha continuado desarrollándose con bastante éxito en los siglos XX y XXI. Utilizando un argumento de ficción, como cualquier novela, tiene la característica de que este se sitúa en un momento histórico concreto y los acontecimientos históricos reales suelen tener cierta relevancia en el desarrollo del argumento. La presencia de datos históricos en la narración puede tener mayor o menor   profundidad. También es habitual que este tipo de novelas tengan como protagonista a un personaje secundario real o ficticio más que a uno histórico real a través del cual se desarrolla la ficción.

## Características
Tras el trabajo de Louis Maigron Le Roman historique à l’époque romantique (1898), György Lukács (1936) definió el propósito principal del género en ofrecer una visión verosímil de los ambientes, tipos y paisajes de una época histórica preferiblemente lejana, de forma que aparezca una cosmovisión realista e incluso costumbrista de su sistema de valores y creencias. En este tipo de novelas han de utilizarse hechos verídicos aunque los personajes principales sean inventados. Sus rasgos serían ocho:
- Sentido histórico de la época
- Revitalización del pasado con una proyección pretendidamente realista
- Carácter popular, entendido como el reflejo de la realidad social y los grupos que la forman
- Preferencia por personajes cuya individualidad refleja un carácter medio o típico
- Aplicación al presente al día de hoy
- Incidencia del anacronismo que sea preciso
- Condición crítica constitutiva del género, toda vez que encierra un conflicto entre historia y ficción, que conduce a una nueva forma de novela, la novela realista, encarnada según Lukács en Honoré Balzac.
- Puede ser un documental

Al contrario que la pseudo novela histórica del siglo XVIII, de fin meramente moralizante, la novela histórica exige del autor al mismo tiempo una gran preparación documental y erudita y una cierta habilidad narrativa, ya que de dominar lo uno u otro esta pasaría a ser otra cosa, o bien historia novelada o bien una novela de aventuras históricas, o lo que el crítico Kurt Spang denomina novela ilusionista (que busca recreaciones verosimilistas según la mímesis aristotélica) y novela antiilusionista (que no respeta la verosimilitud, a la manera de Bertolt Brecht). La historia puede servir como justificación o condena de los tiempos presentes, puede ser un puro escape o evasión de sus problemas o, por el contrario, puede reafirmar la ideología política de su autor, sea liberal o conservadora.
Si se trata de una novela de aventuras los hechos inventados predominan sobre la historia, que es un mero paisaje de fondo o pretexto para la acción, como sucede, por ejemplo, en la mayor parte de las novelas de Alexandre Dumas padre. Por el otro extremo también se llega a desnaturalizar el género con lo que se llama historia novelada, pues en ella los hechos históricos predominan claramente sobre los ficticios, que es lo que ocurre por ejemplo con Hernán Pérez del Pulgar, el de las Hazañas, presunta novela histórica de Francisco Martínez de la Rosa que da pábulo a disquisiciones del autor de forma que la historia se convierte en solo un pretexto para exponer teorías o documentos, allegándose a los géneros de la biografía o el ensayo.

### Evolución del género
Tras muchos precedentes anteriores, la novela histórica solo llega a configurarse definitivamente como género literario en el siglo XIX a través de la veintena de novelas del erudito escocés Walter Scott (1771-1832) sobre la Edad Media inglesa, la primera de las cuales fue Waverley (1814); en realidad, Scott, que fue un gran propagador del Romanticismo alemán en Inglaterra, se inspiraba en una autora alemana poco conocida, Benedikte Naubert (1752-1819), que escribía narraciones históricas protagonizadas por personajes secundarios, no héroes. Como señala Lukacs, Scott era un noble escocés empobrecido que mitificó sus orígenes sociales como una especie de don Quijote de la Mancha, algo que no se escapaba a las consideraciones del propio Scott. La novela histórica nace, pues, como expresión artística del nacionalismo de los románticos y de su nostalgia ante los cambios brutales en las costumbres y los valores que impone la transformación burguesa del mundo en el trascendental momento del paso a la modernidad entre los siglos XVIII y XIX. El pasado se configura así como una especie de refugio o evasión, pero, por otra parte, permite leer en sí mismo una crítica a la historia del presente, por lo que es frecuente en las novelas históricas encontrar una doble lectura o interpretación no solo de una época pasada, sino de la época actual.
Este género nuevo se separa claramente de la moralizante novela pseudohistórica del siglo XVIII, cuya evolución define perfectamente Louis Maigron: al principio hay una corriente idealista, que pretende establecer "modelos" sobresalientes de virtud y es de propósito moral y educativo; después progresa hacia un tipo de novela pseudohistórica "realista" que no se centra en figuras eminentes y donde la historia se introduce "sin ostentación ni fracaso", con algún respeto por la verdad histórica: el género aprende a no "travestirse grotescamente" de actualidad que la desacredite. Luego vino un tipo de novela "pintoresca" que introducía uno de los elementos esenciales del género: el color local.
Su propósito último, abiertamente moral y educativo, el hecho de que esté protagonizada por héroes, su cosmovisión asentada en valores contemporáneos, su discutible verosimilitud y su lenguaje, poco respetuoso con la época reflejada, impedían considerarlas estrictamente novelas históricas, como por ejemplo Les incas (1777) de Jean-François Marmontel, en Francia, o El Rodrigo (1793) del jesuita francoespañol Pedro de Montengón. Por eso la melancólica fórmula literaria de Walter Scott alcanzó un éxito inmenso y su influjo se extendió con el Romanticismo como uno de los autores y símbolos principales de la nueva estética. Discípulos de Walter Scott fueron, en la propia Escocia, Robert Louis Stevenson con La flecha negra, El señor de Ballantrae, Secuestrado o su segunda parte, Catriona; escribió novela histórica el decadentista Walter Pater (Mario, el epicúreo) y otros escritores del movimiento en Europa. En los Estados Unidos de América destaca otro discípulo de Walter Scott, James Fenimore Cooper (1789-1851), quien escribió El último mohicano en 1826 y continuó con otras novelas históricas sobre pioneros.
En España la primera novela histórica de molde scottiano fue Ramiro, Conde de Lucena (1823) de Rafael Húmara y Salamanca, cuyo prólogo es un importante documento sobre el género. Siguieron Jicotencal (1826), de Félix Mejía, mal atribuida a otros autores y publicada en su exilio de Filadelfia, y, entre otras muchas, Ramón López Soler con Los Bandos de Castilla (1830); Sancho Saldaña o El Castellano de Cuéllar (1834) de José de Espronceda, El doncel de Don Enrique el Doliente de Mariano José de Larra, El señor de Bembibre (1844) de Enrique Gil y Carrasco y Francisco Navarro Villoslada con Doña Blanca de Navarra (1846) y Amaya o los vascos en el siglo VIII (1877) entre muchos otros, destacando en especial las 46 novelas históricas de Benito Pérez Galdós bajo el título general de Episodios nacionales  (1872-1912) y las 22 de Pío Baroja, ya en el siglo XX, bajo el de Memorias de un hombre de acción (1913-1935).
En Francia, siguieron el ejemplo de Scott Alfred de Vigny (1797-1863), autor de la primera novela histórica francesa, Cinq-mars (1826), y después Víctor Hugo Nuestra Señora de París y Alexandre Dumas (padre) y sus colaboradores, a los que les importaba sobre todo la amenidad de la narración en obras como Los tres mosqueteros. Posteriormente cultivaron el género Gustave Flaubert (Salambó), las novelas históricas compuestas por Émile Erckmann y Alexandre Chatrian, conocidos como Erckmann-Chatrian, y Anatole France (Thaïs, entre otras).
En Italia surgió una auténtica obra maestra del género, I promessi sposi (o Los novios, editada primeramente en 1823 y refundida después en dos entregas (1840 y 1842) por su mismo autor, Alessandro Manzoni. En ella se narra la vida en Milán bajo la tiránica dominación española durante el siglo XVII, aunque este argumento encubre una crítica de la dominación austriaca sobre Italia en su época. Al español fue traducida prontamente por Félix Enciso Castrillón y por Juan Nicasio Gallego. Se consagró especialmente al género Carlo Varese entre muchos otros autores y se tradujeron además las obras de Cesare Cantù y Massimo d'Azeglio y, ya en el siglo XX, hay que mencionar entre gran número de autores a Umberto Eco, que hibrida los géneros de la novela filosófica, policíaca e histórica en El nombre de la rosa y ejerce más estrictamente los cánones del género en su Baudolino. También escribió notables novelas históricas Valerio Massimo Manfredi.
En Alemania existía ya una novela histórica barroca (Andreas Heinrich Buchholtz o Daniel Caspar von Lohenstein) y, tras los importantes precursores que fueron Leonhard Wächter (1762-1837) con obras como Sagen der Vorzeit, 1787, o Benedikte Naubert (1752-1819), con otras tan populares como Walter de Montbarry y Thekla de Thurn,  tenemos a sus contemporáneos Ignaz Aurel Fessler o Feßler (Atila, rey de los hunos, 1794) y August Gottlieb Meissner o Meißer (Espartaco, 1792), por no hablar de Kotzebue (Ildegerte, 1778) o Wieland (Der goldene Spiegel, 1772). Las más exitosas y leídas fueron Der Jesuit de Carl Spindler y Agathocles, de Caroline Pichler. La filosofía de la historia de Herder, para quien la Historia debe constituir la estética y la ciencia, inspiró el Goetz von Berlichingen de Goethe (1773) y más tarde la filosofía historicista de Hegel. Fue sin embargo Achim von Arnim (1781-1831) el que primero consiguió unir plenamente ficción e historia creando la primera novela histórica alemana moderna en Die Kronenwächter (1817); las de Willibald Alexis expresan el nacionalismo prusiano del Romanticismo; hay que mencionar asimismo el Lichtenstein de Wilhelm Hauff, las obras de Ludwig Tieck y especialmente a Theodor Fontane, quien escribió su monumental Antes de la tormenta (1878). El Das Odfeld ya pertenece al realista Wilhelm Raabe (1888). En el siglo XX el género se adapta a las innovaciones narrativas en la obra de Alfred Döblin y el judeoalemán Lion Feuchtwanger, y se consolida en la novela histórica del exilio, obra de autores tan destacados como Heinrich y Thomas Mann, Bertolt Brecht, Hermann Broch o Hermann Kesten, como respuesta a la ideología nazi. En la Bélgica flamenca, la novela histórica de Hendrik Conscience (1812-1883) El león de Flandes (1838) fue fundamental para reactivar una lengua que había caído en la diglosia respecto al francés, y siguió casi medio centenar más del mismo autor.
En Rusia, otro discípulo de Scott, el romántico Aleksandr Pushkin compuso notables novelas históricas en verso y la más ortodoxa La hija del capitán (1836). Allí se escribió también otra cima del género, la monumental Guerra y paz de León o Lev Tolstói (1828-1910), epopeya de dos emperadores, Napoleón y Alejandro, donde aparecen estrechamente entrelazados los grandes epifenómenos históricos y la intrahistoria cotidiana de cientos de personajes. El simbolista Dmitri Merezhkovski (1861-1945), por otra parte, indagó en los orígenes conflictivos del Cristianismo en La muerte de los dioses (1896), sobre el emperador Juliano el Apóstata.
En Polonia la novela histórica fue un género muy popular; lo cultivó en el Romanticismo Józef Ignacy Kraszewski y después Aleksander Glowacki (Faraón, en 1897), aunque sobre todo se conoce internacionalmente al premio Nobel Henryk Sienkiewicz, quien compuso una trilogía sobre el siglo XVII formada por A sangre y fuego (1884) El diluvio (1886) y El señor Wolodyjowski (1888). Continuó luego con Los caballeros teutones (1900), ambientada en el siglo XV, y con la algo anterior y considerada su obra maestra, Quo vadis? (1896) en que se evocan los comienzos del cristianismo en la Roma pagana y la primera persecución del Cristianismo, desatada por el emperador Nerón.
Los escritores del realismo no se dejaron influir por el origen romántico del género y lo utilizaron sobre todo buscando el pasado temprano para explicar, documentar o de algún modo reflejar el presente. Destacan Charles Dickens con Barnaby Rudge (1841) o Historia de dos ciudades (1859), esta última sobre la Revolución Francesa y sus repercusiones en París y Londres. También lo ejercieron Gustave Flaubert (Salambô, 1862, sobre Cartago) o Benito Pérez Galdós con un ciclo de 47 novelas históricas que denominó Episodios nacionales y abarcan casi toda la historia reciente del siglo XIX español.
En el siglo XX el éxito de la novela histórica se prolongó. Sintieron predilección por el género escritores como el finés Mika Waltari (Sinuhé, el egipcio o Marco, el romano); Robert Graves, (Yo, Claudio, Claudio, el dios, y su esposa Mesalina, Belisario, Rey Jesús...); Winston Graham, quien compuso una docena de novelas sobre Cornualles a finales del siglo XVIII; Marguerite Yourcenar (Memorias de Adriano); Noah Gordon, (El último judío); Naguib Mahfouz (Ajenatón el hereje), Umberto Eco (El nombre de la rosa, Baudolino), Valerio Massimo Manfredi, los españoles Juan Eslava Galán y Arturo Pérez-Reverte y muchos otros que han cultivado el género de forma más ocasional.
Puede hablarse asimismo de una novela histórica hispanoamericana que —con los precedentes de Enrique Rodríguez Larreta (La gloria de don Ramiro, 1908) y el argentino Manuel Gálvez— se halla representada por el cubano Alejo Carpentier (El siglo de las luces o El reino de este mundo, entre otras), el argentino Manuel Mujica Lainez con Bomarzo, El unicornio y El escarabajo, el colombiano Gabriel García Márquez (El general en su laberinto, acerca de Simón Bolívar), el peruano-español Mario Vargas Llosa (El paraíso en la otra esquina, sobre la escritora peruana del siglo XIX Flora Tristán), la chilena Isabel Allende (La casa de los espíritus, sobre el golpe de Estado del general Augusto Pinochet), los puertorriqueños Luis López Nieves El corazón de Voltaire y Mayra Santos-Febres Nuestra Señora de la Noche, etc.
Una clase particular de obras dentro de la novela histórica hispanoamericana la constituye la novela de dictador, inspirada por el precedente de Tirano Banderas del escritor gallego de la generación del 98 Ramón María del Valle-Inclán. Abre el grupo El señor presidente, del premio Nobel guatemalteco Miguel Ángel Asturias, y los siguen El otoño del patriarca, de Gabriel García Márquez, Yo el supremo el, de Augusto Roa Bastos (sobre el dictador paraguayo Gaspar Rodríguez de Francia), La fiesta del Chivo, de Mario Vargas Llosa (sobre el dictador de la República Dominicana Rafael Leónidas Trujillo) y la del escritor mexico-guatemalteco Óscar René Cruz Oliva Rafael Carrera: El presidente olvidado (2009).

#### La novela histórica en España e Hispanoamérica
Más allá del precursor del siglo XV Pedro de Corral, y frustrado por la muerte el deseo de Miguel de Cervantes de escribir una novela histórica sobre Bernardo del Carpio, hay que consignar las novelas pseudohistóricas de intención didáctica y moral de Pedro de Montengón (1745-1824), El Rodrigo (acerca de la pérdida de España por los visigodos) y Eudoxia. Así pues, la primera novela histórica romántica en español fue la escrita por Rafael Húmara, Ramiro, conde de Lucena publicada en París en 1823, provista de un importante prólogo sobre el género.
Juan Ignacio Ferreras distingue dos tipos principales de novela histórica en la España del siglo XIX: novela histórica liberal y novela histórica moderada. De la segunda nació la novela histórica regional; de cualquiera de las dos, la novela arqueológica de Francisco Javier Simonet, Rodrigo Amador de los Ríos, Gregorio González de Valls y J. R. Mélida. Por último consigna el género de la novela histórica nacional o episodio nacional.

##### Novela histórica liberal
En ella se pretende "la ruptura y la exaltación del yo individual y casi lírico". Suele recoger la historia de España con una visión política y desde luego crítica; es antitradicional "porque intenta negar ciertos valores institucionalizados y finalmente narra un momento presente, coetáneo, aunque para hacerlo tome del pasado histórico sus puntos de referencia". Es crítica porque pone en duda ciertos valores tradicionalmente admitidos y esta crítica será transmitida a los realistas y a algunos naturalistas del último cuarto de siglo. Es, sin duda, la más original y la que propone nuevas soluciones al arte narrativo. Produce, como ya se ha dicho, el episodio nacional de Benito Pérez Galdós y Pío Baroja, y sus temas preferentes se transformarán en tópicos literarios de toda la izquierda burguesa: la batalla de Villalar, Juan de Padilla, Felipe II y su hijo Don Carlos, etc.) Producirá además una corriente anticlerical y otra obrerista o populista.
Figuran en este grupo Félix Mejía con Jicotencal (1826), novela publicada en Filadelfia sobre la conquista de México por Hernán Cortés que trasparenta la amenaza de invasión de las repúblicas independientes de Hispanoamérica por la Santa Alianza; Patricio de la Escosura con El conde de Candespina (1832), Ni rey ni Roque (1835) y El patriarca del valle (1848-1849), donde logra referirse a la evolución del liberalismo exaltado. Mariano José de Larra con El doncel de don Enrique el Doliente (1834). José de Espronceda con Sancho Saldaña o el castellano de Cuéllar. Novela histórica del siglo XIII (1834). José García de Villalta con El golpe en vago, cuento de la decimoctava centuria (1834), novela antijesuítica. Eugenio de Ochoa, con El auto de fe (1837), una de las más grandes novelas históricas liberales. Gertrudis Gómez de Avellaneda, con Sab (1841), Espatolino (1844) y Guatimozín, el último emperador de Méjico (1846). Wenceslao Ayguals de Izco con Ernestina (1848) y El Tigre de Maestrazgo (1846-1848). Benito Vicetto Pérez escribió Los hidalgos de Monforte (1851), Rojín Rojel o el paje de los cabellos de oro (1855) y otros títulos. Vicente Barrantes y Moreno destaca por Juan de Padilla (1855-1856), prohibida por la autoridad eclesiástica.

##### Novela histórica moderada
Es la novela histórica "pura", la que mejor se incrusta en las corrientes novelescas europeas. Es también la más equilibrada y la más rica, siempre que logra escapar del dualismo político. No es auténticamente romántica, ya que trata más de recrear un universo histórico que de exaltar el yo individualizado: no hay, pues, una ruptura o crítica, y sí una exaltación de los valores tradicionales; el pasado ofrece un refugio a la derrotada ideología aristocrática del Antiguo Régimen.
Fue la primera en aparecer con Rafael Húmara y Salamanca, con su Ramiro, conde de Lucena (1823), de tema hispanoárabe. En inglés escribe Telesforo Trueba y Cossío su The Castilian or the Black Prince in Spain. Ramón López Soler se especializó en el género: Los bandos de Castilla o El caballero del Cisne (1830), Henrique de Lorena (1832), El primogénito de Alburquerque (1833), La catedral de Sevilla (1834) y otras. Estanislao de Cosca Vayo (o Kotska Bayo) escribió una gran novela: La conquista de Valencia por el Cid (1831). Juan Cortada y Sala escribe una especie de poemas en prosa que denomina romances históricos: Tancredo en Asia (1833) se ambienta en las Cruzadas; La heredera de San Gumí (1835) lo está en el siglo XII catalán; también de historia catalana es su El bastardo de Entenza (1838). Francisco Martínez de la Rosa intenta una reconstrucción histórica monumental en eruditas y documentadas novelas: Doña Isabel de Solís, reina de Granada (1837-1846), 3 vols., y Hernán Pérez del Pulgar, el de las hazañas (1834), historia anovelada que es casi novela histórica. Ignacio Pusalgas y Guerris explota el tema americano: El nigromántico mejicano (1838) y El sacerdote Blanco (1839) tratan respectivamente de la conquista de México y de Cuba por los españoles, con paralelas historias de amor en la guerra. Otros autores son Vicente Boix, Tomás Aguiló, Enrique Gil y Carrasco, Pablo Alonso de la Avecilla, Manuel Fernández y González, Víctor Balaguer, Francisco Navarro Villoslada, Antonio Trueba, Isidoro Villaroya, Juan Ariza, Víctor África Bolanguero, Antonio Cánovas del Castillo y otros muchos.

#### Evolución del género en español hasta la actualidad
En América la primera novela histórica publicada en castellano fue la anónima publicada en Filadelfia en 1826, Jicotencal, sobre la sujeción de Tlaxcala por Hernán Cortés para conquistar a los aztecas. Esta obra ha sido atribuida a los cubanos Félix Varela y José María de Heredia e incluso también a un triunvirato de exiliados hispanoamericanos en el que Heredia habría redactado el texto original, el ecuatoriano Vicente Rocafuerte lo revisó y Varela lo entregó para su publicación. Sin embargo, aunque posteriormente se creyó que la autoría de Jicotencal fue del periodista liberal español Félix Mejía, investigaciones recientes (basadas en documentación de la Universidad de Columbia) apuntan a que la autoría definitiva es del médico cordobés Cayetano Lanuza.
Existía una novela histórica un poco anterior escrita en inglés por españoles emigrados: Vargas (1822), atribuida a José María Blanco White; Don Esteban y Sandoval or the Freemason (ambas de 1826), de Valentín Llanos; o Gómez Arias or the Moors of the Alpujarras (1826) y The Castilian (1829) de Telesforo de Trueba y Cossío.
Mucho más recordadas son las aportaciones de Mariano José de Larra (1809-1837, El doncel don Enrique el Doliente) y José de Espronceda (1808-1842, Sancho Saldaña o el castellano de Cuéllar). Con El señor de Bembibre (1844), de Enrique Gil y Carrasco, donde se narran los amores de Álvaro y Beatriz sobre el telón de fondo de la extinción de la Orden del Temple, se recrea un mundo onírico y legendario. Amaya o Los vascos en el siglo VIII, del escritor carlista Francisco Navarro Villoslada obedece igualmente a un nacionalismo típicamente romántico, mientras que las obras anteriores obedecen más bien a la nostalgia burguesa por la desaparición del pasado, vinculable al nacimiento de otros géneros del Romanticismo como el artículo de costumbres. Entre los autores que la cultivaron figuran Ramón López Soler (1806-1836), Estanislao de Kotska Vayo, Francisco Martínez de la Rosa, Serafín Estébanez Calderón, José Somoza, Eugenio de Ochoa, José María de Andueza, Antonio Cánovas del Castillo, José García de Villalta, Patricio de la Escosura, Juan de Dios Mora, Benito Vicetto, Juan Cortada, Víctor Balaguer, Salvador García Bahamonde...
Sin embargo, la novela histórica más popular fue la escrita por entregas por el fecundo literato Manuel Fernández y González (1821-1888), quien, a caballo entre el Romanticismo y el Realismo, se hizo famoso por obras consagradas a un público más amante del sensacionalismo como El cocinero de Su Majestad, La muerte de Cisneros o Miguel de Mañara.
El novelista del Realismo Luis Coloma sintió una especial inclinación al género, al cual ofreció las obras Pequeñeces (1891), sobre la sociedad madrileña de la Restauración, Retratos de antaño (1895), La reina mártir (1902), El marqués de Mora (1903) y Jeromín (1909), esta última sobre don Juan de Austria.
La cima indudable de la novela histórica española la representa una larga serie de 46 novelas, los Episodios nacionales (1872-1912) del novelista del Realismo Benito Pérez Galdós, que cubren gran parte del siglo XIX extendiéndose desde la batalla de Trafalgar y la guerra de la Independencia española hasta la Restauración y ofrecen una versión didáctica de la historia de España de ese siglo contraponiendo personajes liberales y reaccionarios.
Un periodo casi semejante, pero que hace mayor hincapié en las luchas entre liberales y carlistas y contemplado desde un punto de vista más sombrío y pesimista, es el cubierto por las Memorias de un hombre de acción de Pío Baroja, centradas en la trayectoria de un antepasado suyo, el aventurero y conspirador liberal Eugenio de Aviraneta. Entre 1913 y 1935 aparecieron los veintidós volúmenes de que consta, reflejando los acontecimientos más importantes de la historia española del siglo XIX, desde la Guerra de la Independencia hasta la regencia de María Cristina, pasando por el turbulento reinado de Fernando VII. Entre ambos hay que mencionar también la que según el gran crítico Julio Cejador es la novela histórica "más clásica en fondo y forma que se ha escrito en España y puede pasearse con las mejores de fuera de ella", Syncerasto, el parásito, novela de costumbres romanas (1908), de Eduardo Barriobero. También hay que mencionar Sónnica, la cortesana (1901), de Vicente Blasco Ibáñez.
Ramón María del Valle-Inclán se aproximó al género a través de dos trilogías: La guerra carlista, compuesta por Los cruzados de la causa (1908), El resplandor de la hoguera (1909) y Gerifaltes de antaño (1909). Sobre el reinado de su aborrecida reina Isabel II compuso una segunda trilogía, El ruedo ibérico, formada por La corte de los milagros (1927), Viva mi dueño (1928) y Baza de espadas, que apareció póstuma.
Durante el régimen franquista la novela histórica española se limitó de forma casi monomaniaca al tema de la guerra civil española. Quizá la mejor de estas obras por lo que toca al bando de los vencedores sea la de Agustín de Foxá, Madrid, de corte a checa, aunque fue más popular José María Gironella con su trilogía Los cipreses creen en Dios, Un millón de muertos y Ha estallado la paz, entre otras obras, donde examina la contienda a través de las vicisitudes en ella de una familia, los Alvear. Este tema fue obsesivo incluso entre los escritores exiliados (Ramón J. Sender, con su gran enealogía Crónica del alba, inspirada en sus propios recuerdos, pero que solo aborda la Guerra Civil en las últimas tres novelas. Ambientó también en la Guerra Civil sus obras maestras Réquiem por un campesino español y Los siete libros de Ariadna y cultivó también asiduamente la novela histórica sobre asunto más lejano en el tiempo (Mister Witt en el cantón, Bizancio, La aventura equinoccial de Lope de Aguirre, El bandido adolescente etc.) Arturo Barea cultiva una prosa llena de fuerza y amenidad en su trilogía La forja de un rebelde, formadas por tres novelas que se desarrollan durante la infancia del autor en Madrid antes de la Guerra Civil, la guerra de Marruecos y la Guerra Civil; Max Aub con las seis novelas del ciclo El laberinto mágico: Campo cerrado (1943), Campo de sangre, (1945), Campo abierto, (1951), Campo del moro (1963), Campo francés (1965) y Campo de los almendros (1968), o Manuel Andújar, con su trilogía Vísperas y Lares y penares). Ricardo Fernández de la Reguera y Susana March, publicaron varios Episodios Nacionales Contemporáneos, siguiendo la idea de Pérez Galdós y centrándose en el primer tercio del siglo XX. Sin embargo, fuera de esta temática, la posguerra española ofreció un testimonio excepcional de novela histórica sobre el mestizaje de españoles e indios en El corazón de piedra verde (1942) de Salvador de Madariaga.
La restauración democrática supuso una revitalización del género, que se enriqueció con una temática más diversa. Iniciaron esta corriente autores como Jesús Fernández Santos con Extramuros (1978) o Cabrera, sobre los prisioneros franceses de la Guerra de la Independencia o El griego, sobre el pintor cretense afincado en Toledo el Greco, o como José Esteban, que en El himno de Riego (1984) refleja las meditaciones del autor de la revolución española de 1820, Rafael del Riego, horas antes de ser ejecutado y en La España peregrina (1988) escribe el diario del general José María de Torrijos y pasa revista a los otros emigrados liberales españoles en Londres bajo el punto de vista de José María Blanco White.
José María Merino, por otra parte, escribió una trilogía de novelas históricas destinadas al público juvenil entre los años 1986 y 1989 formada por El oro de los sueños, La tierra del tiempo perdido y Las lágrimas del sol, en que desarrolla la historia del adolescente mestizo Miguel Villacel Yölotl, hijo de un compañero de Cortés y una india mexicana. Posteriormente, algunos autores se consagraron especialmente al género, como Juan Eslava Galán, Terenci Moix, Arturo Pérez-Reverte, Antonio Gala o Francisco Umbral. La aportación de Fernando Savater fue una novela epistolar sobre una de sus aficiones, Voltaire, titulada El jardín de las dudas. Incluso autores más veteranos echaron su cuarto a espadas, como Miguel Delibes, que se acercó a la Inquisición y al protestantismo español en el siglo XVI con la novela El hereje, o Gonzalo Torrente Ballester, que con Crónica del rey pasmado ofreció una visión humorística de la España del joven rey Felipe IV. El historiador Santiago Castellanos sería otro exponente de la novela histórica, especializándose en lo referente al Imperio romano, destacando las novelas Martyrium: El ocaso de Roma, de 2012, y Barbarus. La conquista de Roma, de 2015.
Existió también una novela histórica en catalán, cuyo primer ejemplo es L'orfeneta de menargues (1862) de Antoni de Bofarull. Cuenta con una decena de testimonios más entre 1862 y 1882. El único tema común que une a todas estas obras, según su estudioso Jordi Tiñena, es "el restablecimiento del orden". En cuanto a la novela histórica en gallego, su primer exponente es posterior al catalán: A tecedeira de Bonaval (1894), de Antonio López Ferreiro. En vasco, se puede considerar pionera del género Auñemendiko Lorea (1898) de Txomin Agirre.

## Subgéneros actuales

### La ficción documental
Emparentada con la historia novelada, en el siglo XX se produce la variante de la ficción documental; incorpora "no solo personajes y eventos históricos, sino también informes de eventos cotidianos" que se encuentran en periódicos contemporáneos; por ejemplo USA (1938) y Ragtime (1975) de Edgar L. Doctorow.

### La biografía ficticia
La belga Marguerite Yourcenar escribió en primera persona Memorias de Adriano (1951), un aclamado éxito popular y de crítica sobre el emperador romano Adriano. Margaret George ha escrito biografías ficticias de personajes históricos: The Memoirs of Cleopatra (1997) y Mary, called Magdalene (2002). Ejemplos anteriores son Pedro I (1929–34) del conde Aleksey Nikolaievich Tolstoi, y Yo, Claudio (1934) y Rey Jesús (1946) de Robert Graves. Otras series de novelas biográficas recientes incluyen Conqueror and Emperor de Conn Iggulden y Cicero Trilogy de Robert Harris.

### El misterio histórico
Los misterios históricos o historical whodunits son un género mestizo entre la novela criminal o de misterio y la histórica, y se ubican por el autor en un pasado distante, aunque la trama implica la resolución de un misterio o crimen (generalmente asesinato). Aunque las obras que combinan estos géneros han existido al menos desde principios de 1900, se ha convertido en un género muy importante y cultivado, con gran número de obras sobresalientes. Incluso se ha creado un nuevo tipo de personaje, el falso "detective histórico". Entre los escritores de este subgénero pueden mencionarse entre muchos a Robert van Gulik, Josephine Tey, Lillian de la Torre, Ellis Peters, Paul Doherty, Umberto Eco, Luis García Jambrina, Arturo Pérez Reverte, Lindsey Davis...

### La saga familiar histórica
A veces un autor reconstruye la historia de sus propios antepasados, como Alex Haley. También se han retratado temas románticos o series de novelas que describen un linaje familiar, como hizo Winston Graham en sus novelas ambientadas en el Cornualles de fines del siglo XVIII o Isabel Allende en La casa de los espíritus. Otros autores de este tipo son Georgette Heyer, una especie de heredera de Jane Austen, Ignacio Agustí con sus novelas sobre la familia Rius y la burguesía catalana o Diana Gabaldón con sus novelas sobre las guerras jacobitas del siglo XVIII.

### La ficción náutica y pirata
Algunas novelas históricas exploran la vida en el mar: Robert Louis Stevenson fue el primero con La isla del tesoro (1883), y siguió Emilio Salgari con la serie de Sandokán (1895-1913). C. S. Forester escribió novelas sobre el capitán Horacio Hornblower, y Patrick O'Brian también formó un ciclo novelístico, entre muchos otros.

### Historia alternativa, ucronía o fantasía histórica
Se trata en este tipo de narraciones de describir una historia que pudo ser y no fue, como si estuviera ocurriendo en un universo divergente o paralelo. No debe confundirse con la pseudohistoria. En Pavane / Pavana (1968) de Keith Roberts la reina Isabel I de Inglaterra fue asesinada en julio de 1588 e Inglaterra fue conquistada por Felipe II, convirtiéndose en una potencia católica; el protestantismo ha sido destruido, y, como consecuencia, domina un cesaropapismo abrumador y la revolución industrial ha sido muy tardía: en el siglo XX todavía no hay motores de gasolina ni electricidad. Un argumento diferente ofrece Britania conquistada (2002) de Harry Turtledove. En El hombre en el castillo (1962) de Philip K. Dick, primero en ingeniar este tipo de novelas, se describe una historia distinta tras la II Guerra Mundial y un novelista se imagina que en realidad los aliados ganaron la guerra; también ha vencido el Eje (aunque Stalin sigue combatiendo) en Patria (1992) de Robert Harris. La conjura contra América (2004) es una novela de Philip Roth donde Franklin Delano Roosevelt es derrotado en la elección presidencial de 1940 por Charles Lindbergh y un fascista antisemita se establece el gobierno. Jesús Torbado ensayó el género con En el día de hoy, en la que la República ha ganado la guerra civil española o Danza de tinieblas (2005) de Eduardo Vaquerizo, en donde Felipe II ha fallecido, Juan de Austria reina y España se ha vuelto protestante. Hay muchos otros ejemplos, como La Roma eterna de Robert Silverberg, en la que el Imperio Romano sobrevive hasta nuestros días. Con frecuencia es este un género mestizo, que cruza la novela histórica con la ciencia ficción utópica, ucrónica o distópica. Y posee unas aún escasas ramificaciones cinematográficas, como en Inglourious Basterds o Once Upon a Time in Hollywood de Quentin Tarantino.

### La ficción histórica para niños
Un subgénero prominente dentro de la ficción histórica es la novela histórica para niños, provista muy a menudo de inclinación pedagógica. en el ámbito anglosajón, por ejemplo, Mildred D. Taylor y Geoffrey Trease, pero también en el hispánico (por ejemplo, José María Merino con El oro de los sueños, etc.)

### Novelas gráficas de materia histórica
Hay guionistas-dibujantes que crean novelas gráficas que son históricas: 300, por ejemplo, de Frank Miller, en torno a la batalla de las Termópilas, o la serie Age of Bronze de Eric Shanower, que narra la guerra de Troya, entre muchas otras.